# Argina pardalina
Argina pardalina là một loài bướm đêm thuộc phân họ Arctiinae, họ Erebidae.